# Liberalkonservatisme
Liberalkonservatisme er en politisk ideologi, der som navnet antyder består af elementer af både konservatisme og liberalisme. Eftersom konservatisme og liberalisme historisk set er modsætninger og begge rummer en række forskellige varianter, har liberalkonservatismen også en række forskellige og ofte modstridende betydninger. Ifølge én udlægning kombinerer liberalkonservative partier en konservativ politik med en mere liberal holdning i sociale og etiske spørgsmål.

## Burkes liberalt farvede konservatisme
Liberalkonservative synspunkter er blevet identificeret med synspunkterne hos den britiske politiker og tænker Edmund Burke, der normalt opfattes som ophavsmanden til konservatismen som en egentlig principiel politisk grundholdning. Burke var medlem af det britiske parlament for whig-partiet og var kritisk overfor den britiske politik i de daværende amerikanske kolonier, hvor han anbefalede en mere forsonlig holdning. Ligeledes var han kritisk overfor det britiske styre i Indien, som efter hans mening ikke tog tilstrækkeligt hensyn til den ældgamle indiske kultur. Han fulgte i mange konkrete spørgsmål den britiske protoliberale whig-opposition, men havde ingen sympati for den liberale filosofi, som blev grundlaget for whig-partiets politiske virksomhed. Som reaktion på den franske revolution og dens arv fra oplysningstidens fornuftstro og liberale ideer formulerede Burke et politisk konservativt livssyn. Burkes konservatisme var imidlertid reformorienteret og liberalt farvet i modsætning til den mere reaktionære autoritære konservatisme, som i 1800-tallet voksede frem på kontinentet, eksempelvis inspireret af franskmanden Joseph de Maistre, der mente, at såvel revolutioner som reformer åbnede vejen for kaos og undertrykkelse. I 1800-tallets Frankrig blev liberalkonservative synspunkter repræsenteret af Benjamin Constant og Alexis de Tocqueville, der modsat de Maistre ikke advokerede for en tilbagevenden til det feudale l'ancien régime, men indtog en mere moderat position i forhold til den moderne verden. Tocqueville pegede på de nordamerikanske stater med deres politiske engagement, lokale selvstyre og retsstat som et lovende eksempel på, hvordan frihed kunne trives i et demokrati med en relativ lighed.

## Efterkrigstidens økonomiske liberalkonservatisme
Begrebet liberalkonservatisme bruges også om den strømning, der voksede frem efter 2. verdenskrig, primært inspireret af økonomen Friedrich von Hayek, som forener en konservativ grundholdning med en laissez faire-orienteret holdning i økonomiske spørgsmål, hvor enhver statslig indgriben i samfundsøkonomien frarårdes. Friedrich von Hayek kan i sin tænkning både opfattes som konservativ og som liberal. Med nyliberalismen i 1970'erne fik hans tanker et gennembrud, dog nu typisk med en klassisk økonomisk-liberalistisk begrundelse, der var langt fra Hayeks konservative udgangspunkt. I 1980'erne blev denne liberalkonservative holdning fremherskende blandt konservative, som i efterkrigstidens første årtier havde været mere præget af pragmatiske socialkonservative tanker. I det 21. århundrede skiftede vægten atter i mange konservative kredse, denne gang over til en vægt på et mere nationalkonservativt tankegods.